# Puente Aranda
Puente Aranda ist der 16. Stadtbezirk (localidad) der kolumbianischen Hauptstadt Bogotá. Auf einer Fläche von 1.724 Hektaren leben rund 288.890 Einwohner. Der Stadtteil hat eine dichte Anzahl von Industriebetrieben.

## Geschichte
Der Stadtbezirk liegt mitten im Zentrum von Bogotá und ist nach der Brücke benannt, die Francisco de Anuncibay, ein spanischer Oidor (Richter), in feuchtem und sumpfigen Grund bauen ließ. Er kam 1573 nach Neugranada und wollte für Reisende eine schnelle Durchquerung der Sumpflandschaft mit den Flüssen Río Chinúa (heute Río San Francisco) und Río San Agustín weiter Richtung Westen erzwingen. Die Puente Aranda bestand bis zum Jahr 1944, bis der Bau der Avenida de Las Américas begann.
Puente Aranda grenzt im Norden an Teusaquillo, südlich an Tunjuelito, im Osten an die Stadtteile Los Mártires und Antonio Nariño und im Westen mit Fontibón und Kennedy.

## Struktur
Obwohl Puente Aranda am meisten wegen seines kompakten Industriekorridors bekannt ist, hat die Lokalität auch wichtige Wohngebiete und eine bedeutende Anzahl von Parks und Grünflächen. Kulturelle Vielfalt wird von Organisationen gewährleistet, die sich vor allem in der Musik, Tanz, bildender und darstellende Kunst ausgezeichnet haben. Derzeit kümmern sich 22 Organisationen in der Corporación Casa de la Cultura de Puente Aranda, die Kunst, Kultur und Erbe mit einem lokalen Netzwerk fördern.